# Oldřich Lajsek
Oldřich Lajsek (Křesetice, 1925. február 8. – Prága, 2001. október 2.) cseh akadémikus, tervező, grafikus és pedagógus.

## Művei
- Életében mintegy 3000 művet hozott létre, ebből több mint 1800 magángyűjteménybe került.
- Alkotásai festmények, grafikák, alkalmazott grafikák (poszterek, hirdetőtáblák, promóciós katalógusok, promóciós kiadványok). Formatervezéssel is foglalkozott.

## Társadalmi szerepvállalása
- 1954 óta tagja volt a Csehszlovák Művészek Szövetségének.
- A Nyolc Művészek Csoportjának vezetője volt.

## Díjai, elismerései
1985-ben állami díjat nyert. 

## Fordítás
- Ez a szócikk részben vagy egészben  az   Oldřich Lajsek című angol Wikipédia-szócikk fordításán alapul.  Az eredeti cikk szerkesztőit annak laptörténete sorolja fel. Ez a jelzés csupán a megfogalmazás eredetét és a szerzői jogokat jelzi, nem szolgál a cikkben szereplő információk forrásmegjelöléseként.